# شارون آن كوك
شارون آن كوك هي مؤرخة كندية، ولدت في 1947.